# Othem-Boge församling
Othem-Boge församling är en församling i Norra Gotlands pastorat i Nordertredingens kontrakt i Visby stift i Svenska kyrkan. Församlingen ligger i Gotlands kommun i Gotlands län.

## Administrativ historik
Församlingen bildades 2006 genom sammanslagning av Othems och Boge församlingar och utgjorde därefter till 2014 ett eget pastorat. Från 2014 ingår församlingen i Norra Gotlands pastorat.

## Kyrkor
- Boge kyrka
- Othems kyrka
- Slite kyrka